# 산탄총

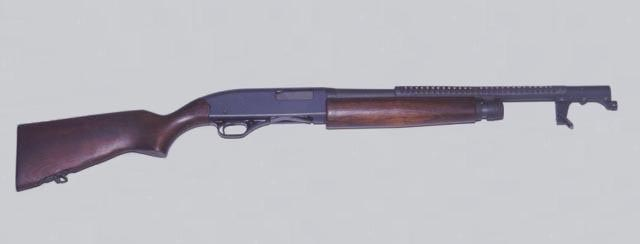
레밍턴 M870

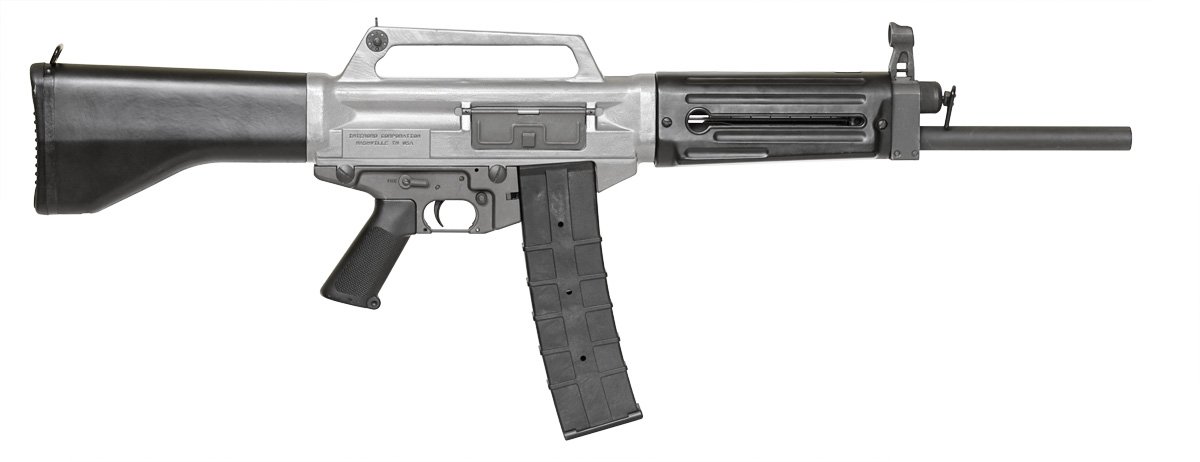
USAS-12

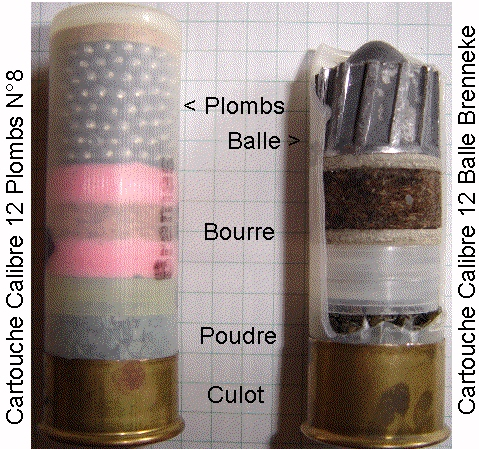
산탄(왼쪽)과 슬러그 탄(오른쪽)

산탄총(散彈銃, 霰彈銃) 또는 샷건(영어: shotgun, scattergun)은 보통 수십 개의 구슬이 들어 있는 산탄, 혹은 하나의 덩이로 되어 있는 슬러그 탄을 사용하는 화기이다. 
보통 산탄총은 총열에 강선이 없는 활강총 (滑腔銃; smoothbore gun)이다. 
구슬이 아닌 슬러그 탄 발사를 위해 강선이 있는 총열을 가지고 있는 경우도 있으나, 일반적인 슬러그 탄은 총알 위에 강선이 있다. 
산탄의 크기는 일반적으로 120mm이다.
| - 수십 개의 구슬이 들어있어 파괴력이 강하다. - 잔탄이 터져 나오기 때문에 사격 범위가 넓어 다수의 적을 제압하는데 효과적이다. | - 다른 총들에 비해 연사력이 떨어진다. - 장거리 사격에는 적합하지 않음. |

## 같이 보기
- 산탄총 목록
- 경기관총 목록
- 기관단총 목록
- 권총 목록